# Kosmos Moutouari
Kosmos Moutouari (de son vrai nom Côme Moutouari) est un artiste chanteur, auteur-compositeur-interprète congolais, né en 2 juillet 1944 à Kinkala,.